# Biserica de lemn din Capu Dealului

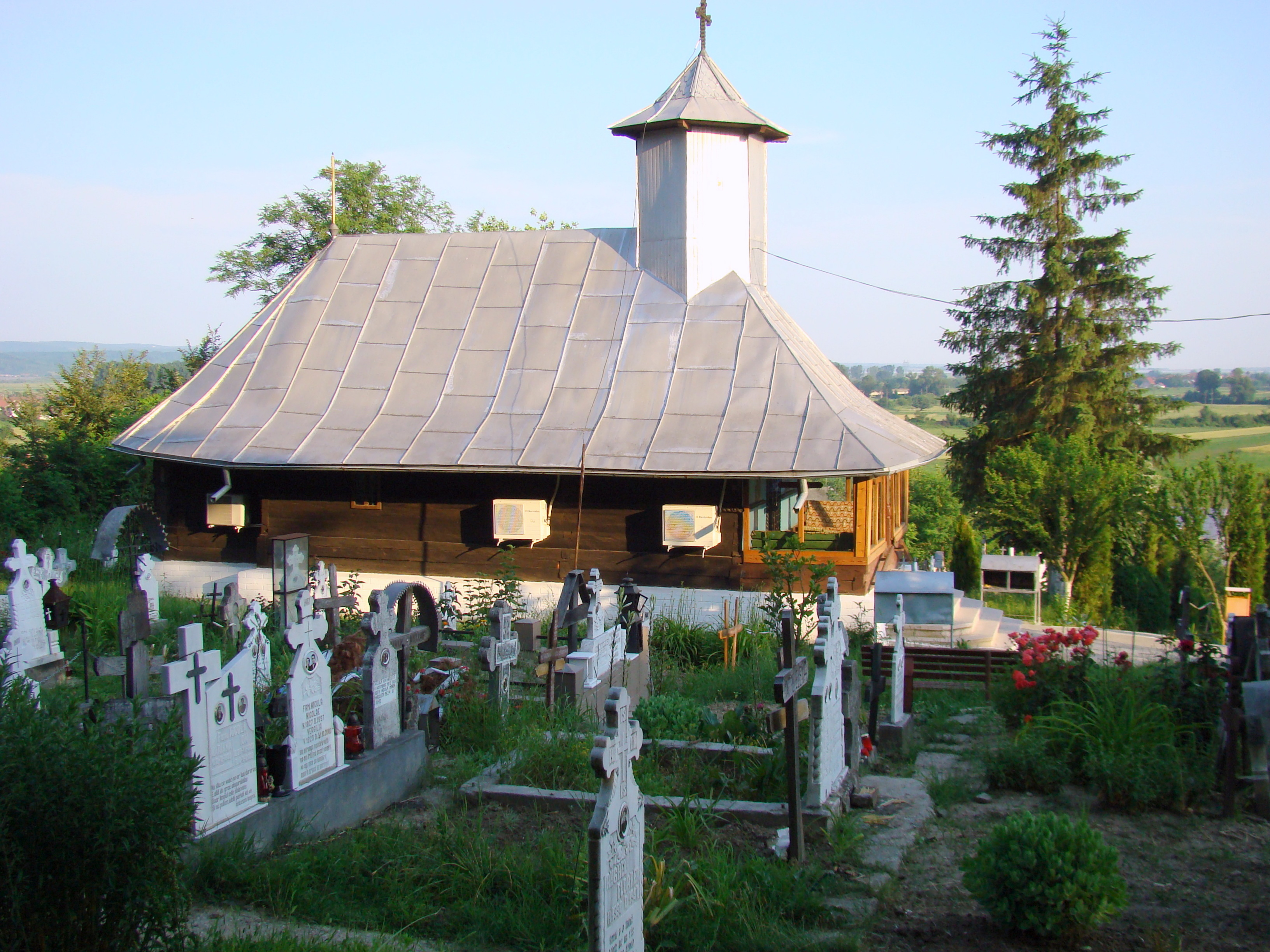
Biserica de lemn „Cuvioasa Paraschiva” din Capu Dealului, foto: iunie 2010.

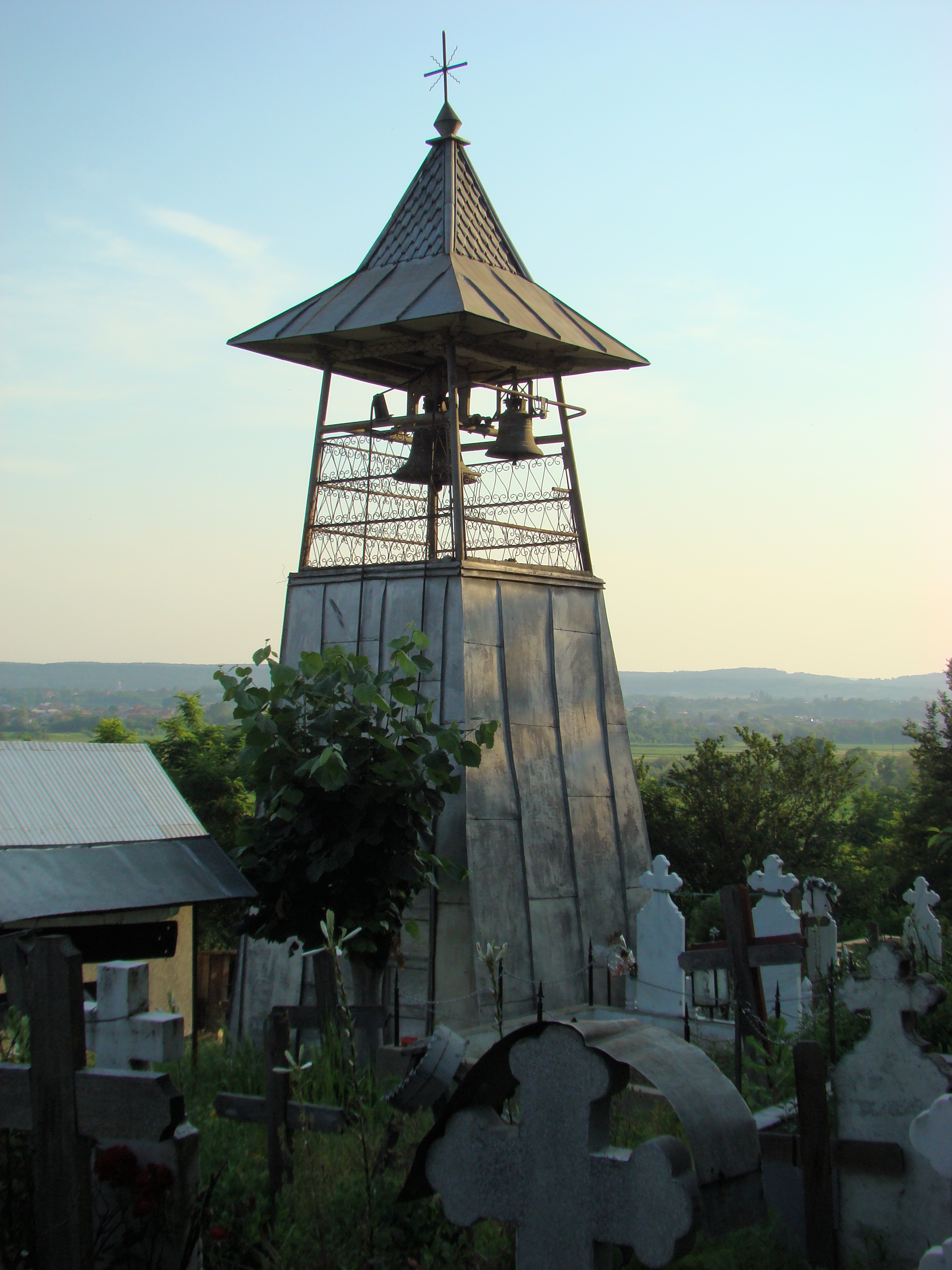
Clopotnița

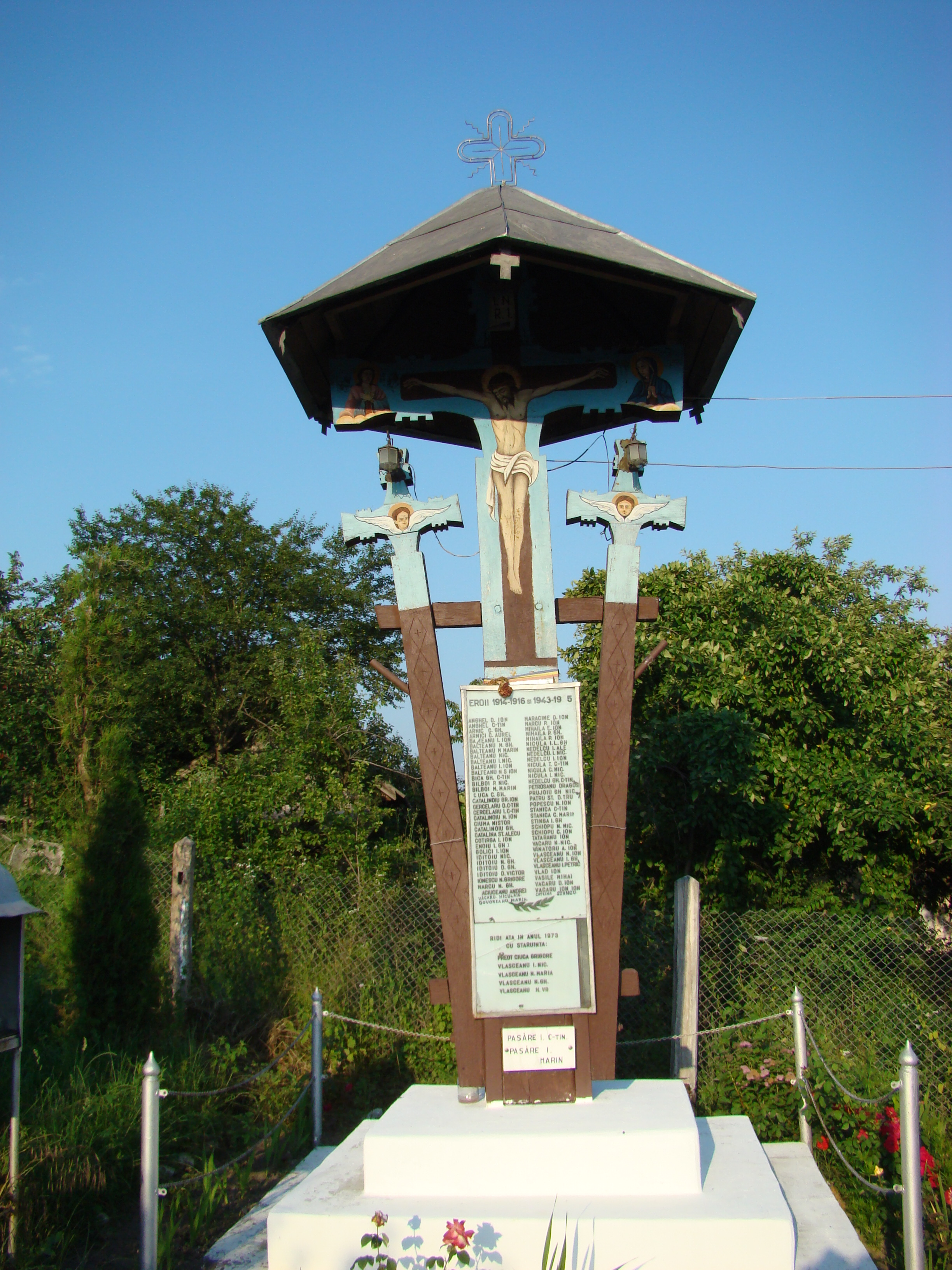
Monumentul eroilor

Biserica de lemn din Capu Dealului, oraș Băbeni, județul Vâlcea, a fost construită în 1799. Are hramul „Cuvioasa Paraschiva”. Biserica se află pe noua listă a monumentelor istorice sub codul LMI:  VL-II-m-B-09639.

## Imagini

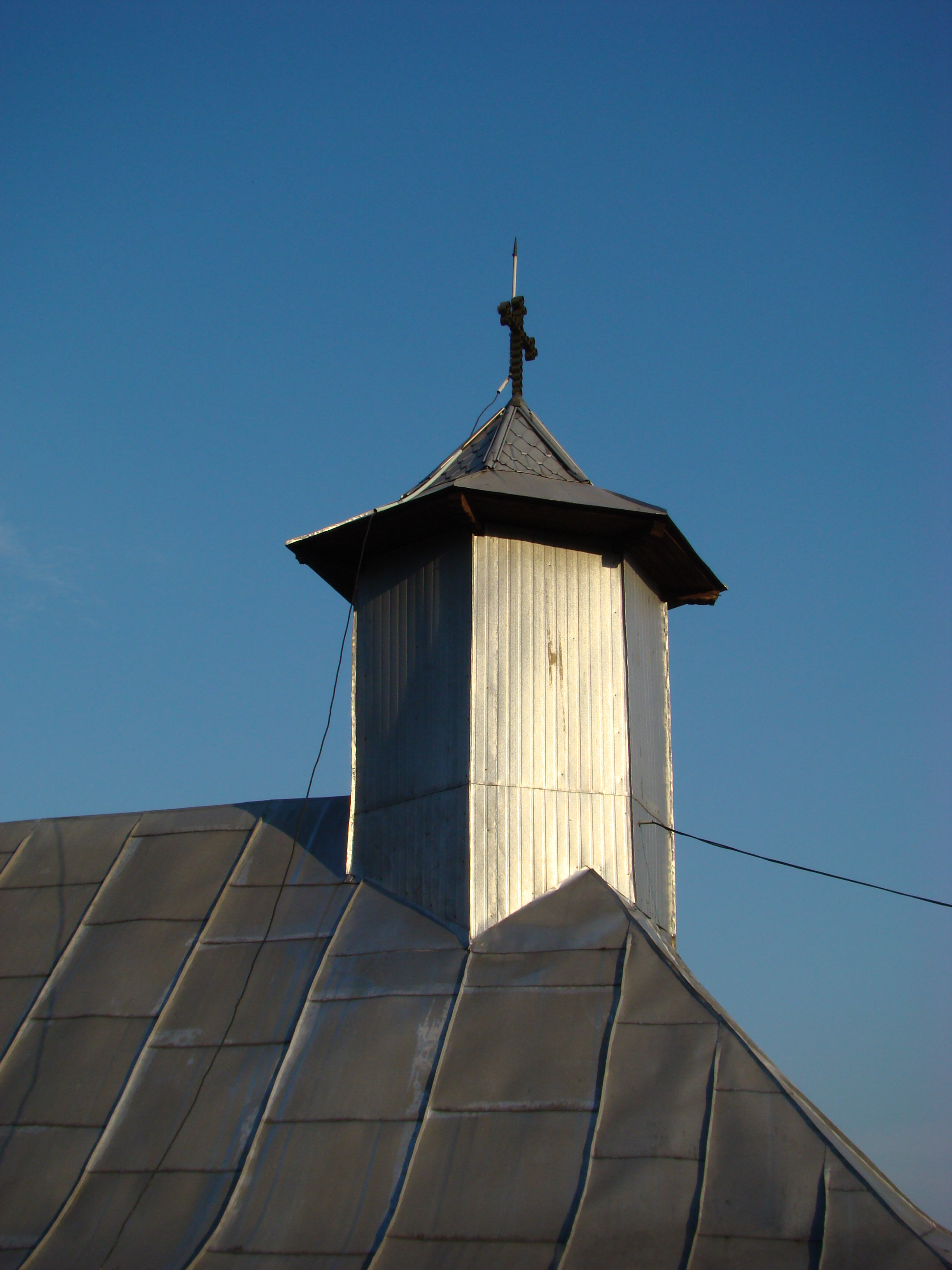
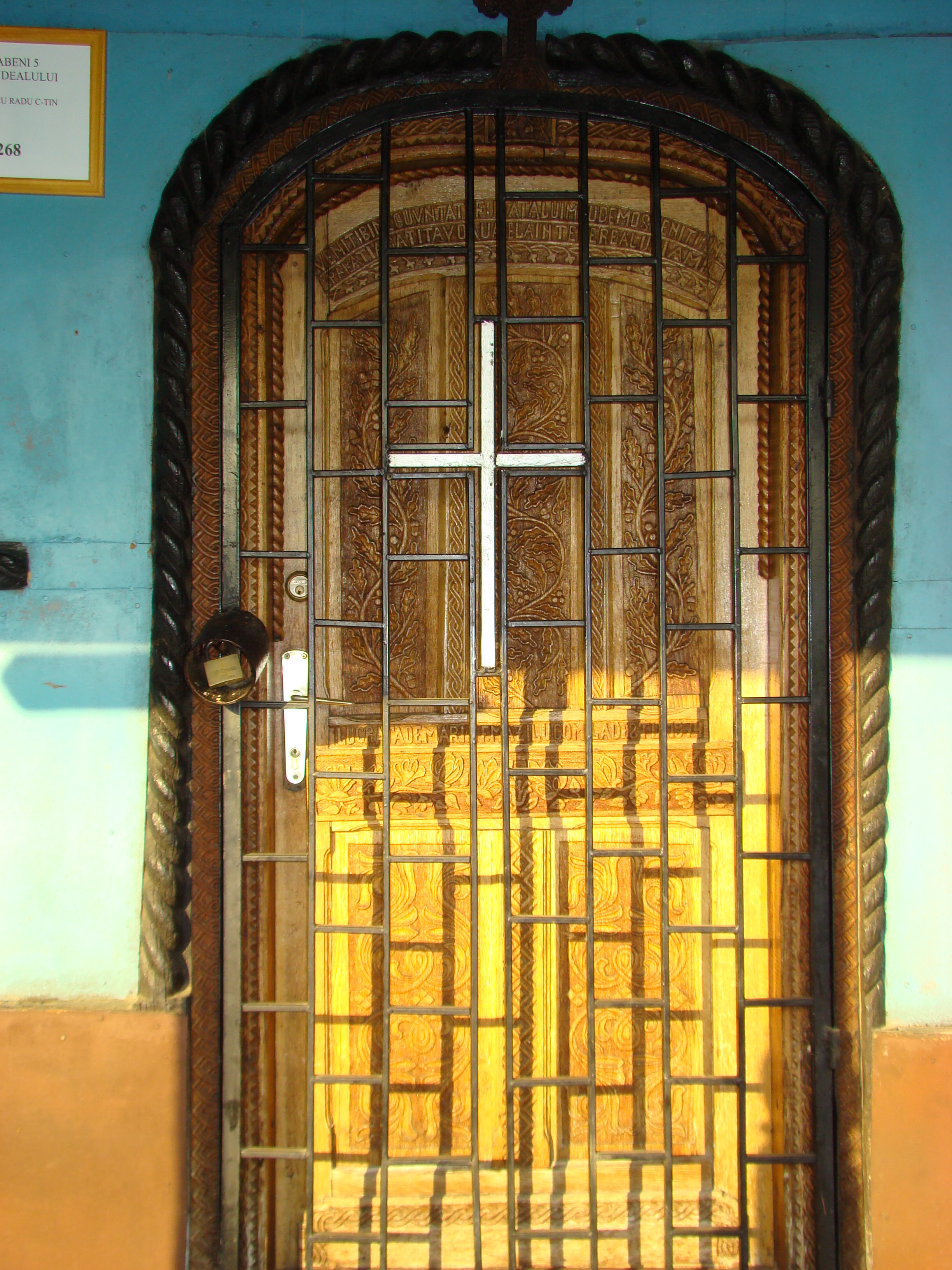
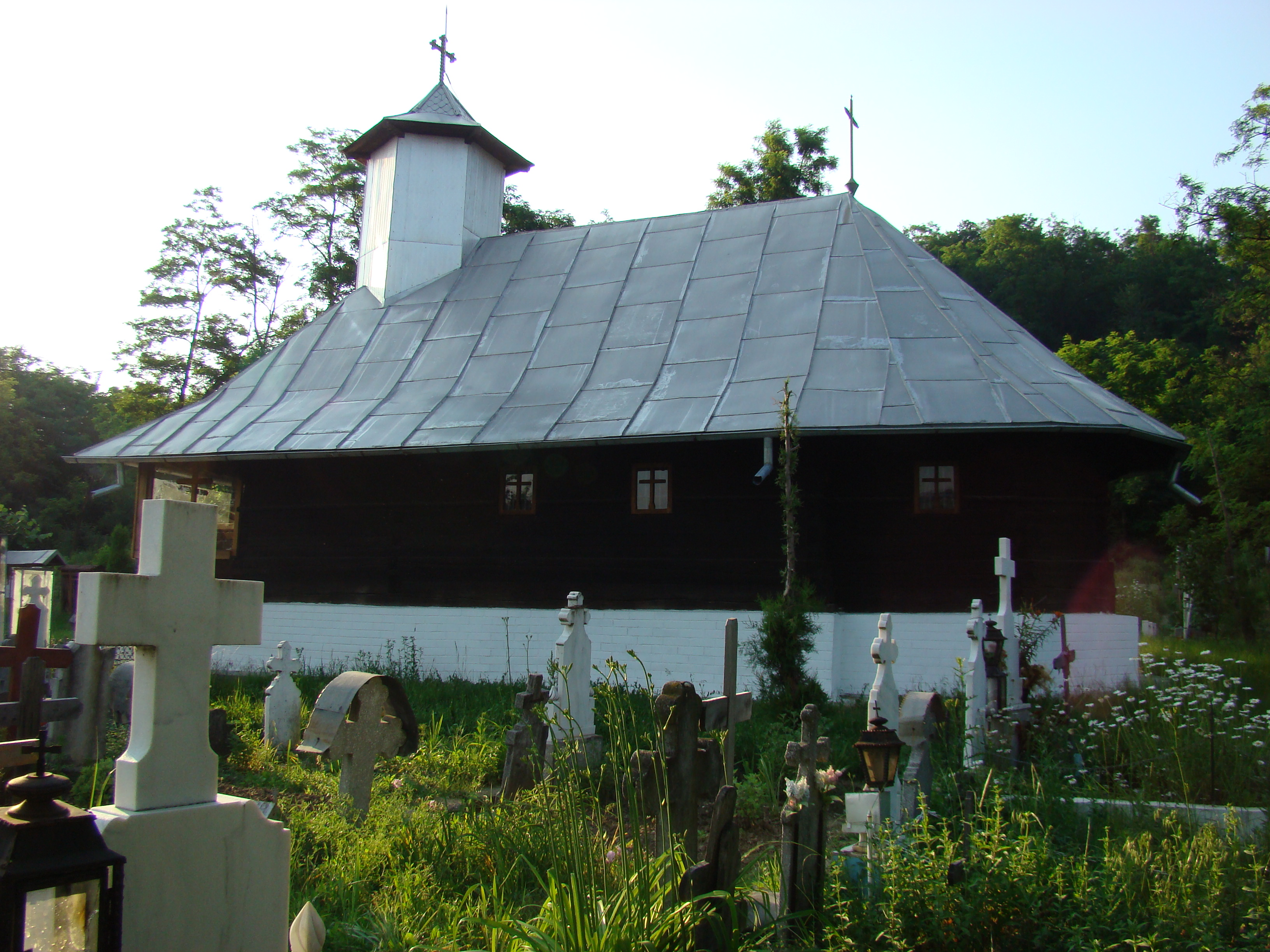
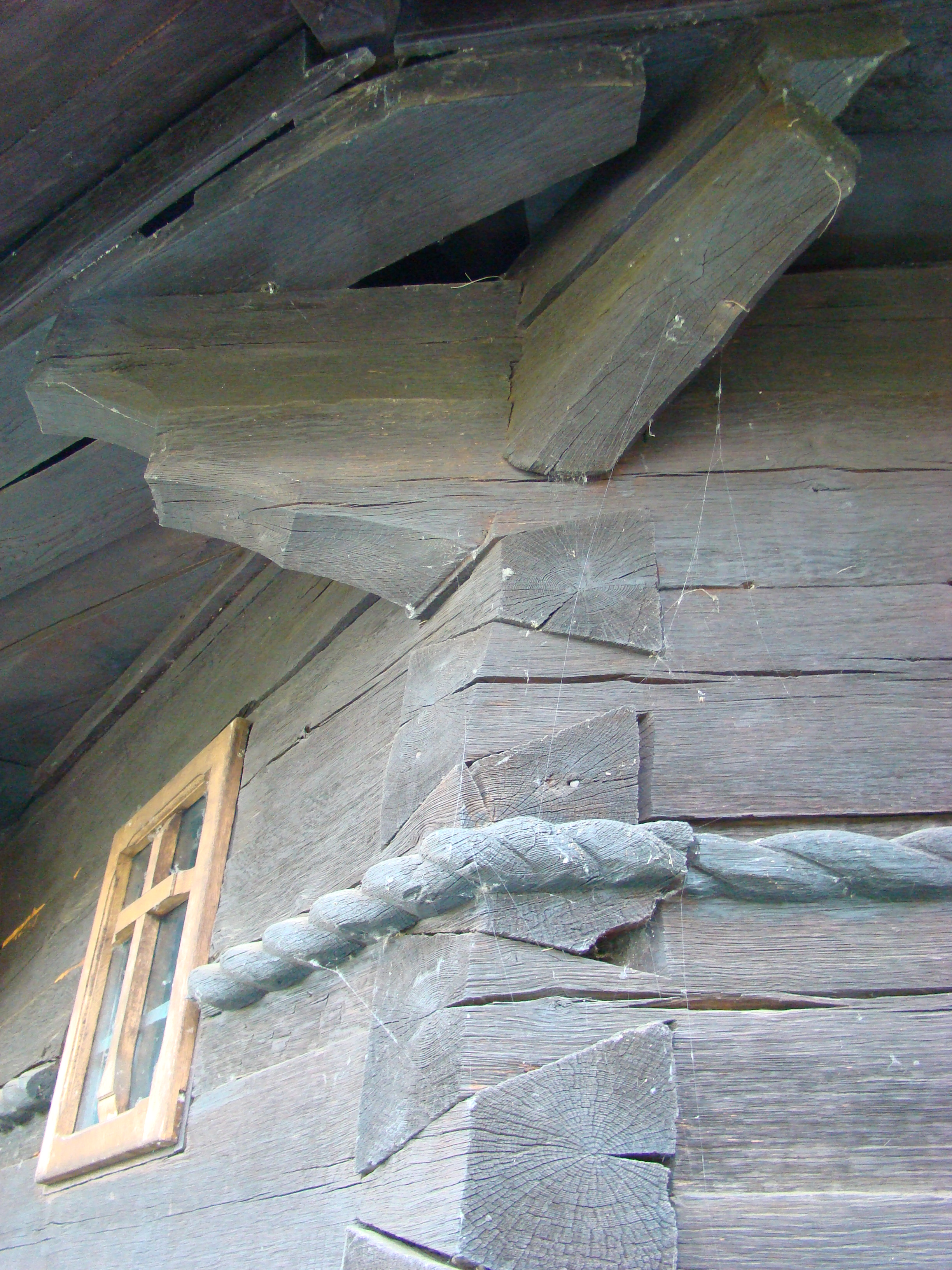
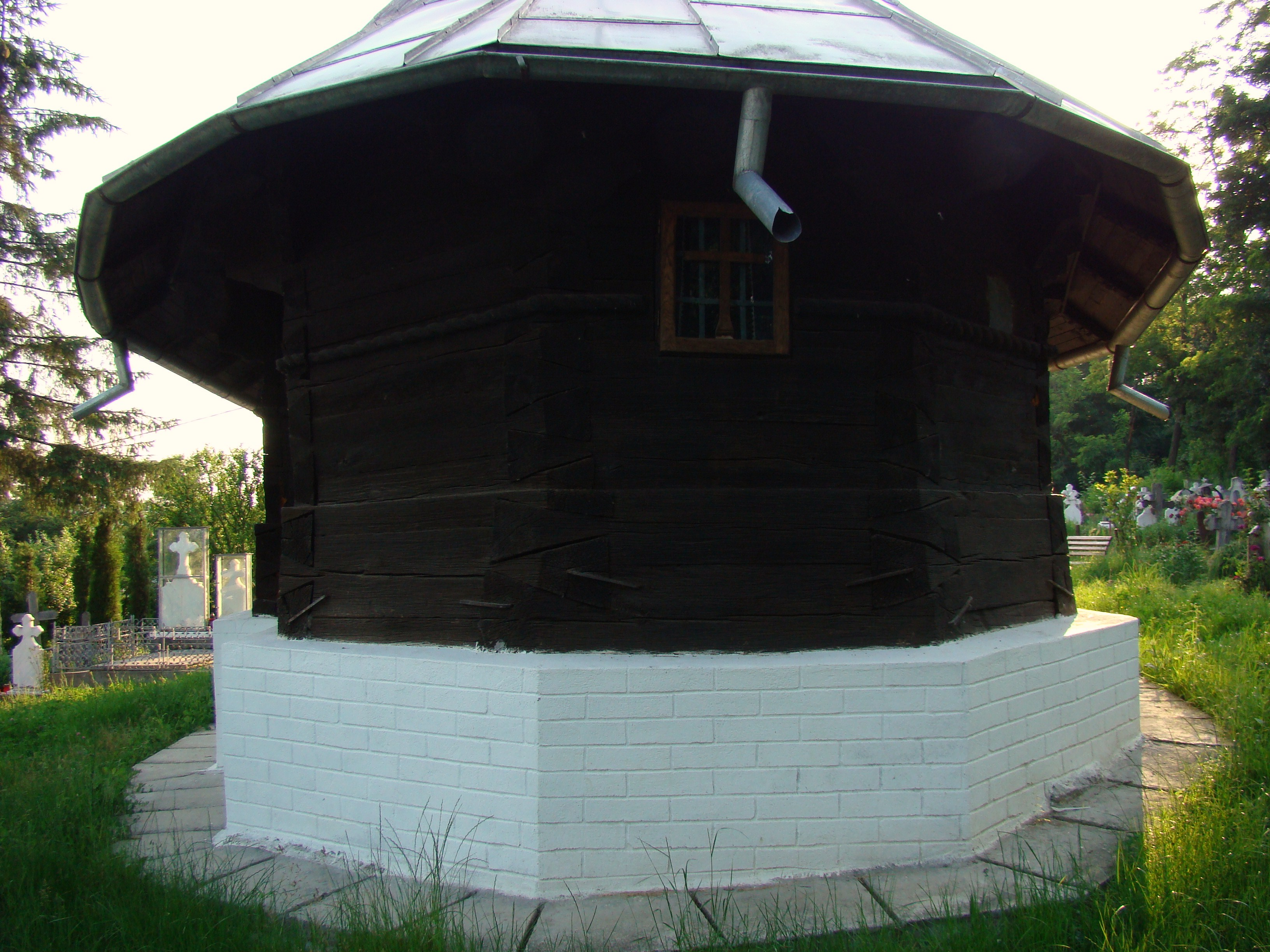
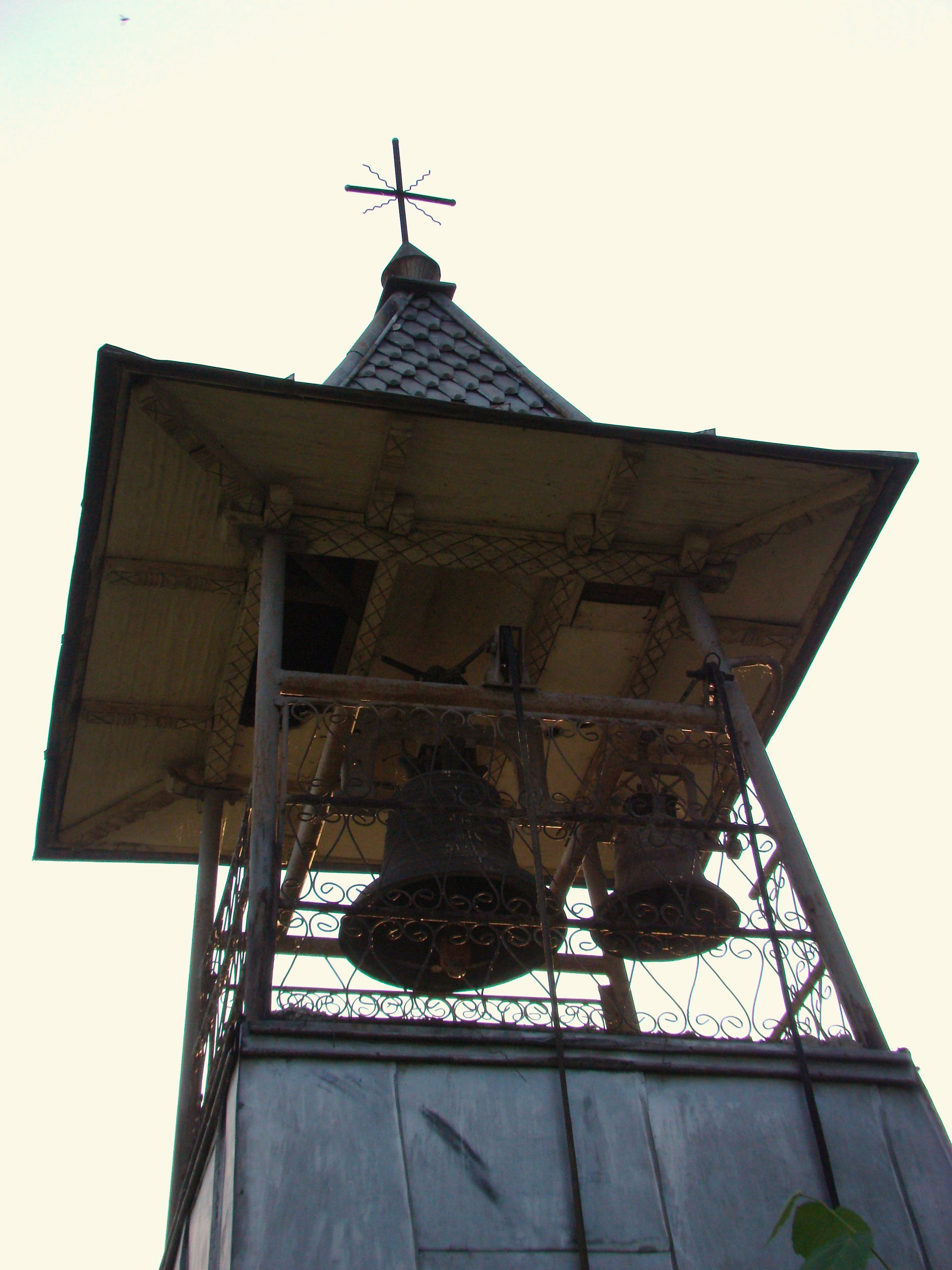
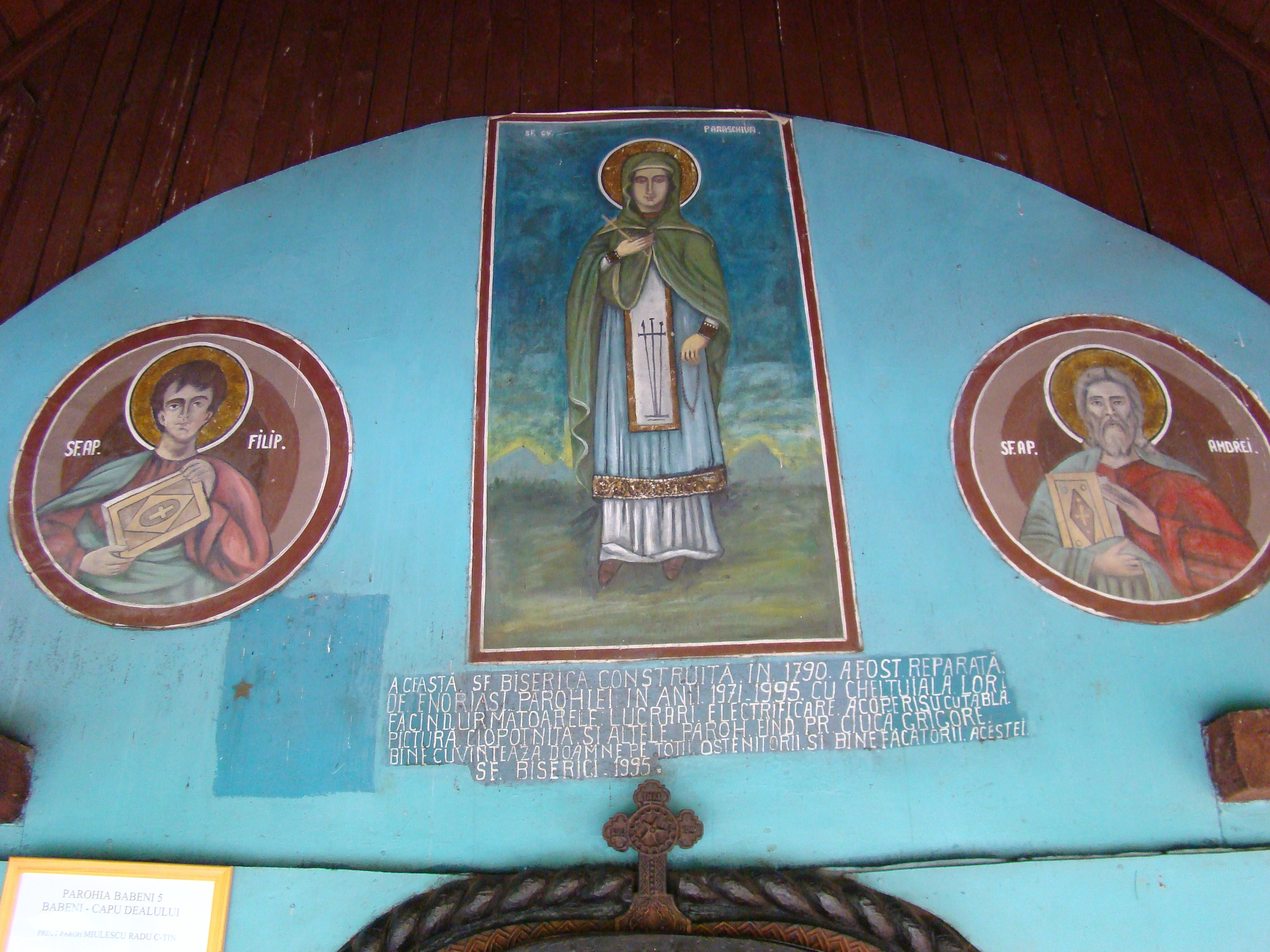
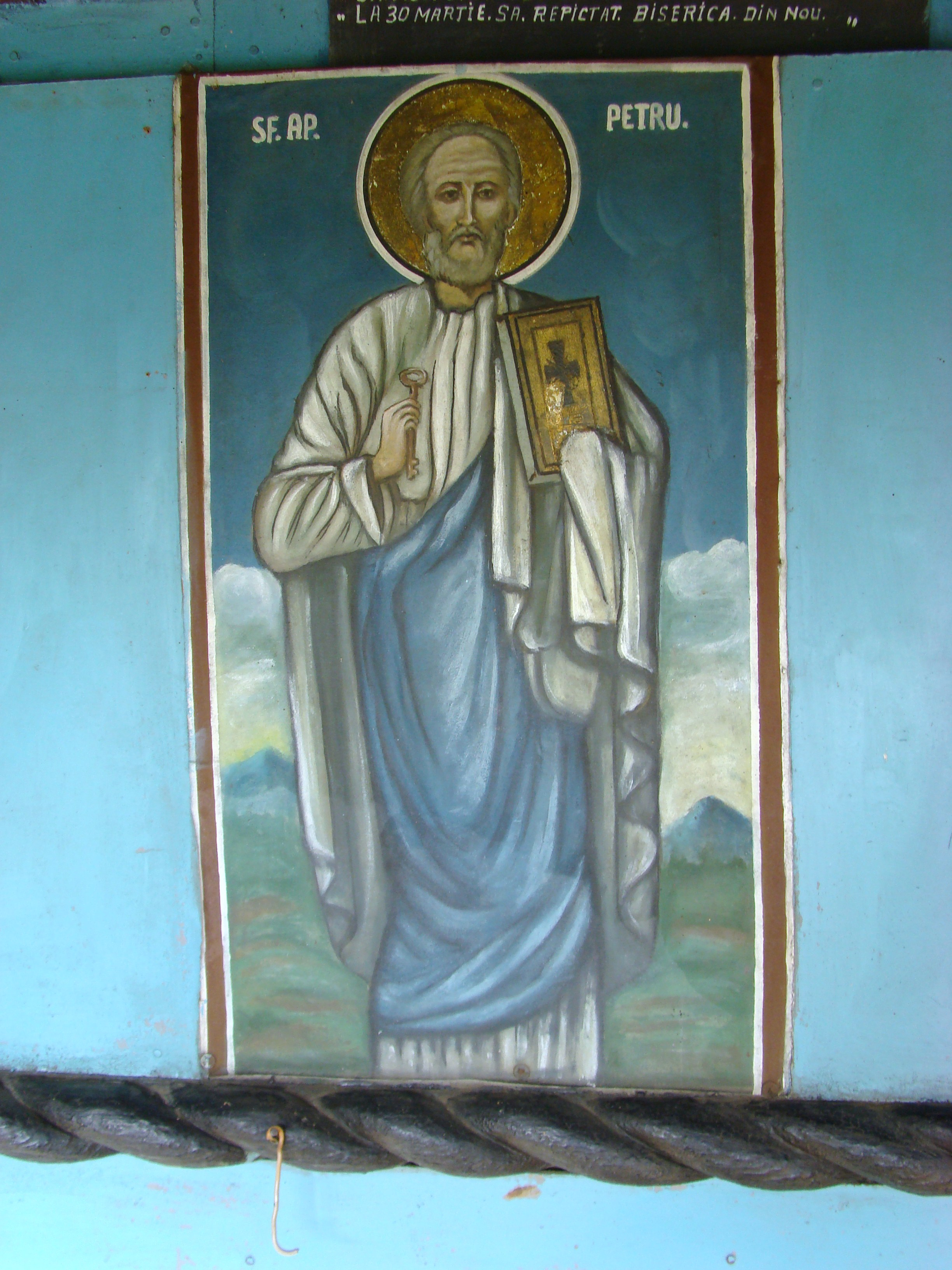
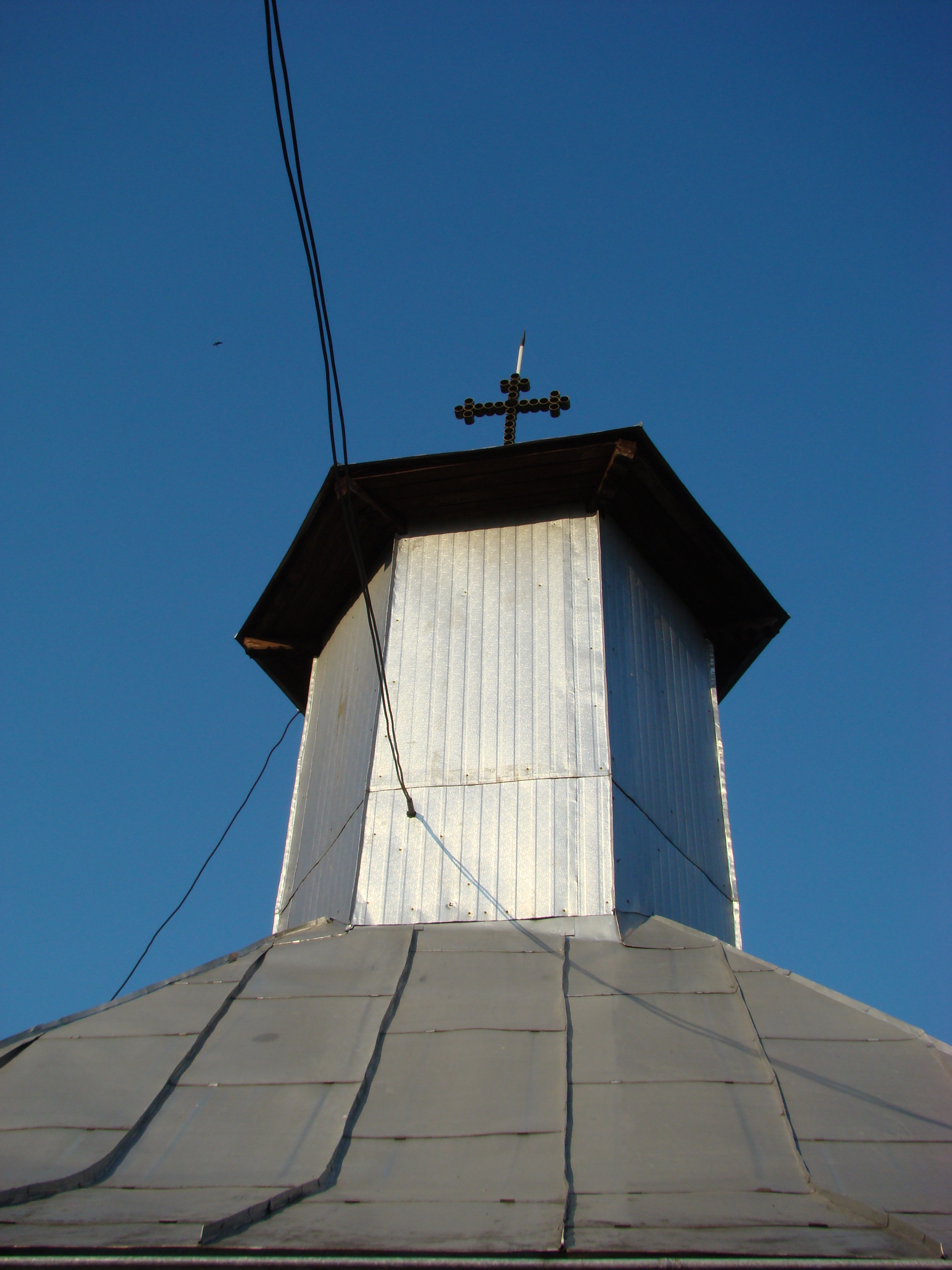
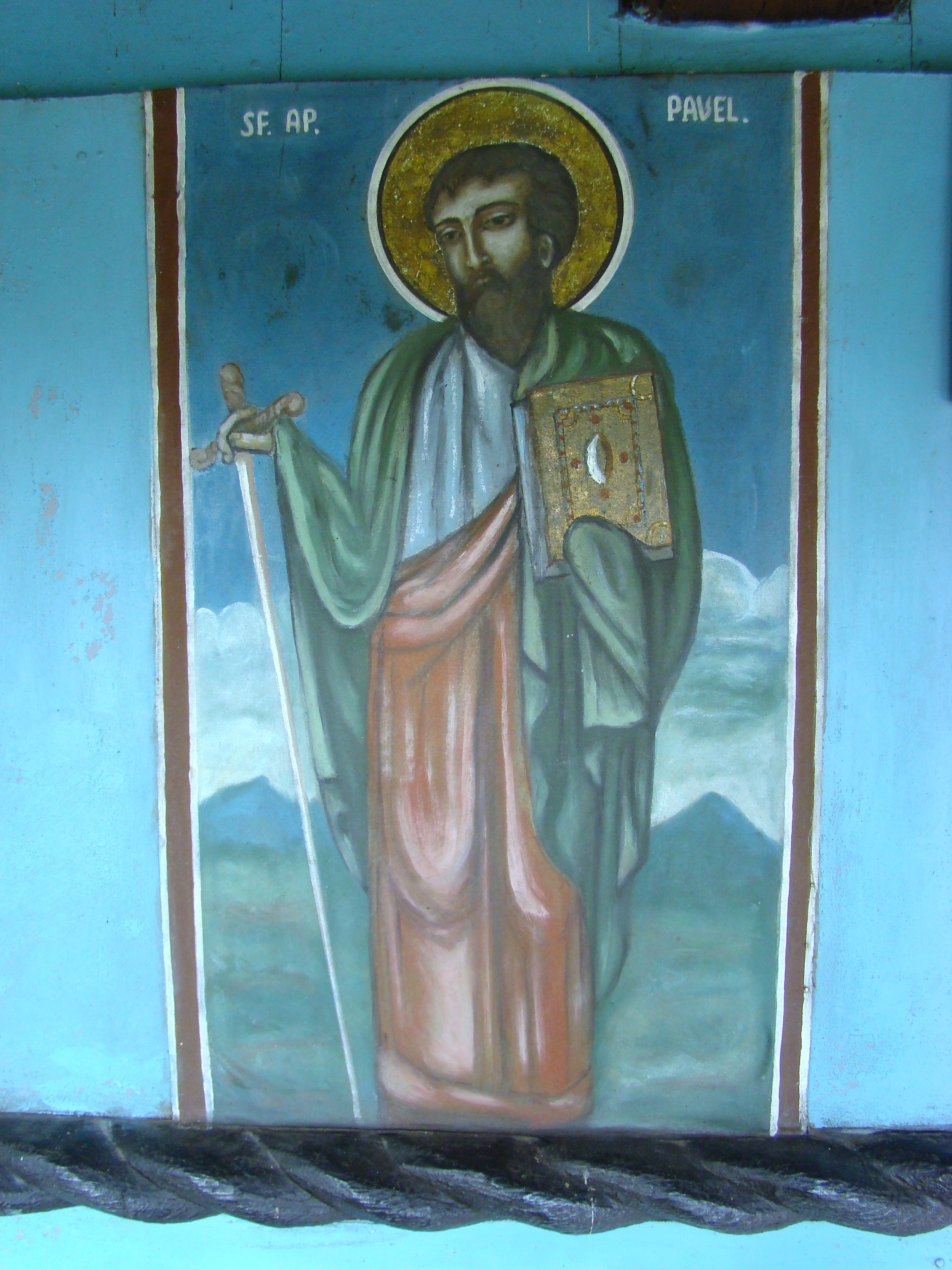